# اندیس آغوزکی
آغوزکی یک اندیس فلزی است که در حوالی شهر رامسر استان مازندران قرار دارد و مادهٔ معدنی موجود در آن، سرب و روی است.  